# Glaphyria citronalis
Glaphyria citronalis is een vlinder uit de familie van de grasmotten (Crambidae). De wetenschappelijke naam van de soort is voor het eerst gepubliceerd in 1899 door Herbert Druce.
De soort komt voor in Mexico en Costa Rica.